# Reencarnación (película)
Reencarnación (Birth) es una película estadounidense, dirigida por Jonathan Glazer en 2004, protagonizada por Nicole Kidman, Anne Heche, Lauren Bacall, Ted Levine, Arliss Howard, Danny Huston y Cameron Bright.
El director Jonathan Glazer (Sexy Beast) cuenta con actores de renombre para esta historia no muy convencional.

## Sinopsis
Hace diez años, un día de invierno, un hombre joven murió en el parque mientras hacía jogging, y justo en ese mismo momento nació un niño. Por fin Anna (Nicole Kidman) está preparada para superar la pérdida de su querido marido. Ha pasado ya mucho tiempo desde su repentina muerte, y aunque le ha costado, poco a poco ha vuelto a vivir. Está a punto de casarse con Joseph (Danny Huston), un hombre culto y agradable, que pacientemente la ha estado cortejando durante los últimos tres años. Su madre Eleanor (Lauren Bacall) está feliz con la noticia al igual que su hermana embarazada Laura (Alison Elliot) y que el marido de ésta, Bob (Arliss Howard). Durante la celebración del cumpleaños de Eleanor, irrumpe en la casa familiar un niño de diez años llamado Sean (Cameron Bright) que pide hablar con Anna. A solas con ella, le dice que es en realidad su difunto marido Sean y que no debe casarse con Joseph. Al principio Anna se molesta con el niño pero ante el comportamiento del menor, serio y tranquilo pero decidido, y su insistencia en los sucesivos días, no podrá evitar sentirse afectada y empieza a creerle. Pero, ¿es realmente posible? La figura inquietante y surrealista  del joven va a trastocar a todos los miembros de la familia que van a reaccionar de forma muy distinta.